# 塔尔根站
塔尔根站是位于黑龙江省大兴安岭地区新林区塔尔根乡的一个铁路车站，邮政编码165027。车站建于1970年，有富西铁路经过该站，现办理客货运业务，车站及其上下行区间均未电气化。车站距离富裕站619公里，隶属哈尔滨铁路局，是四等站。